# Xyrosaris acroxutha
Xyrosaris acroxutha là một loài bướm đêm thuộc họ Yponomeutidae. Nó được tìm thấy ở miền nam Úc.